# 李彤 (田径运动员)
李彤（1967年5月6日—），北京人，中国110米栏运动员，亚洲冠军、前110米栏亚洲纪录保持者，是第一位在110米栏项目世界大赛中跑进前八的亚洲运动员，现为耐克中国体育市场部总监。

## 生平

### 运动生涯
身高达到190公分的李彤有着优良的运动天赋，先后接受过游泳、短跑和跳远等专业训练。初练田径时李彤专攻400米跑，中学时改学跨栏，后又转投跳远，并于1985年入选国家田径队，成为国内高水平的跳远运动员。1988年，21岁的李彤放弃了国家队待遇只身赴美求学。赴美后，由于美国的教学和训练方式跟李彤原有的技术模式冲突较大，导致练得辛苦，跳远成绩却一直下降。为了保住留学奖学金，李彤开始改练学校田径水平较低的跨栏项目，至此走上了110米栏运动员的道路。新练110米栏两周后，李彤就已跑出了近14秒的成绩，这一成绩足以排进当年的亚洲前三。 
留美四年中他每周进行约4次的训练，每次训练约两小时。自1989年至1994年间，李彤边学习边训练边比赛。1989年，他在美国全美大学生比赛中创造了110米栏13秒68的新纪录。
1991年，李彤在日本世界田径锦标赛上夺得第八，成为历史上首位跑进110米栏项目世界大赛前八的亚洲运动员，并在此后18次刷新亚洲纪录。李彤在世界大赛上的最佳成绩是1994年9月，在伦敦第七届国际田联世界杯上取得的110米栏第四名。 一个月后，李彤在广岛亚运会上以13.25秒的成绩获得男子110米栏冠军，并打破了这个项目的亚洲纪录，成为「亚洲跨栏王」。这一纪录保持了8年之久，直到2002年才被刘翔所破。1997年，在全国八运会比赛中，李彤连续第二届在全运会上输给上海队的陈雁浩，取得银牌后的李彤选择了退役。

### 退役从商
退役后的李彤进入北京工业大学就读，随后又考入美国华盛顿州立大学计算机专业，辅修体育教育。毕业后的李彤进入了北大方正集团，做过北大方正集团驻美公司的总经理。
2002年 李彤加盟了耐克中国，并升任耐克中国市场部总监。此后李彤发现了中国110米栏新生代运动员刘翔的潜能与商业价值，并促使耐克于2002年签下了刚刚崭露头角的刘翔。 2010年9月，李彤被辽宁公安机关“825”专案组带走前往沈阳协查9天，后结束协查返回北京。据了解，李彤担任耐克中国体育市场部总监期间卷入了中国足球打黑风暴，据传，李彤与中国足球关系密切，与南勇私交甚好，耐克中国对中国足协的2亿美元赞助似有猫腻。

## 家庭
李彤出生于一个体育世家，母亲为1950年代曾15次打破全国纪录的田坛名宿姜玉民，父亲李景明是1950年代国家田径集训队的跳高运动员。哥哥李丰是前国家田径队短跑运动员，1986年汉城亚运会男子4×100米接力金牌得主，弟弟李路也是也是一名半职业的跳远好手，李彤还有两个女儿。

## 外部連結
- 李彤在国际奥林匹克委员会的资料
- 李彤在的頁面